# IC 1076
IC 1076 је спирална галаксија у сазвјежђу Волар која се налази на листи објеката дубоког неба у Индекс каталогу.
Деклинација објекта је + 18° 2' 15" а ректасцензија 14h 54m 59,4s. Привидна величина (магнитуда) објекта IC 1076 износи 13,4 а фотографска магнитуда 14,2. IC 1076 је још познат и под ознакама UGC 9595, MCG 3-38-55, MK 479, DRCG 31-3, IRAS 14526+1814, KCPG 444B, CGCG 105-71, PGC 53320.